# Tosirips perpulchrana
Tosirips perpulchrana es una polilla de la familia Tortricidae. Se encuentra en el Lejano Oriente Ruso (Amur, Siberia), el noreste de China (Heilongjiang, Jilin, Liaoning), Corea, Japón y Taiwán.

## Descripción
La envergadura es de 19–21 mm para machos y 25–27 mm para las hembras. El color de fondo de las alas anteriores es amarillo ocre con matices y estrigulaciones de color gris pardusco (rayas finas). Las alas traseras son de color marrón grisáceo. Los adultos están en vuelo en junio.

## Alimentación
Las larvas se alimentan de Salix pierotii.

## Subespecie
- Tosirips perpulchrana perpulchrana (Lejano Oriente Ruso, noreste de China, Corea y Taiwán)
- Tosirips perpulchrana ceramus Razowski, 1987 (Japón)